# 若森みどり
若森 みどり（わかもり みどり、1973年 - ）は、日本の経済学者。大阪市立大学教授。専攻は社会・経済思想、経済学説史、経済思想史。カール・ポランニーの社会経済思想を研究テーマとする。趣味は鳥。愛称はみどりちゃん。
大阪市立大学経済学部卒業、東京大学大学院経済学研究科博士課程単位取得退学。2012年「カール・ポランニー 市場社会・民主主義・人間の自由」で東大経済学博士。首都大学東京社会科学研究科・経営学専攻准教授を経て、2013年より大阪市立大学経済学部准教授。2013年度経済学史学会研究奨励賞受賞。2016年4月1日より教授。

## 著書
- 『カール･ポランニー－市場社会・民主主義・人間の自由』NTT出版、2011年
- 『カール・ポランニーの経済学入門: ポスト新自由主義時代の思想』平凡社新書、2015年

## 翻訳
- ポランニー『市場社会と人間の自由ーー社会哲学論選』植村邦彦・若森章孝共編訳、大月書店、2012年

## 論文
- 若森みどり